# Guibemantis kathrinae
Guibemantis kathrinae es una especie de anfibios de la familia Mantellidae.
Es endémica de Madagascar.
Su hábitat natural incluye bosques bajos y secos, ríos, pantanos, marismas de agua dulce, corrientes intermitentes de agua dulce y zonas previamente boscosas ahora muy degradadas.
Está amenazada de extinción por la pérdida de su hábitat natural.